# 知りたがり!
『知りたがり!』（しりたがり!）は、2010年3月29日から2013年3月29日までフジテレビ系列で平日（月曜日から金曜日）に生放送されていたワイドショー・情報番組である。

## 概説
政治・経済・事件・スポーツ・芸能などの最新ニュースや生活情報をメインキャスターの伊藤とコメンテーターが解説しながら、FAX・メールを通じての視聴者からの意見も紹介していた。

### 第1シリーズ（午前時代）
前番組『スパイスTV どーも☆キニナル!』の終了に伴い、2010年度から開始された。
総合司会にはフジテレビアナウンサーの伊藤利尋を起用。フジテレビ平日昼前の情報番組の司会は、『生島ヒロシのおいしいフライパン』以来長年に亘って芸能人を起用してきたが、本番組第1シリーズでは『美味しんぼ倶楽部』以来となるフジテレビアナウンサーのみのメイン体制となった。一方、金曜日のみロンドンブーツ1号2号の田村淳をメイン格のコメンテーターとして起用していた（伊藤と共に進行も行った）。
同枠は長年に亘り生活情報をメインとした番組が放送されてきたが、本番組では、前座番組『情報プレゼンター とくダネ!』同様、報道色を強めた内容とし、情報性を強化した。
同枠で長年続いている料理コーナーとディノスのテレビショッピングは本番組でも継続されている。
2010年7月5日放送分より地上アナログ放送では16:9レターボックス化を実施している。
第1シリーズにおける関東地区での平均視聴率は5%前後で推移した。
また、2011年ワールドカップバレーボールの期間中だった2011年11月4日から12月2日までの間は15:57から16:53まで「知りたがり!ワールドカップバレーSP」も放送された。スペシャルサポーターのSexy Zoneや解説の柳本晶一、川合俊一、大林素子、大山加奈らも出演し解説や見どころも紹介した。

### 第2シリーズ（午後時代）
2012年4月2日より、平日（月 - 金）の14・15時台に放送枠を移動した。総合司会は伊藤が続投するほか、2011年3月にNHKを退職した住吉美紀が新たに加わる。伊藤は第2シリーズの出演開始にあたり、それまでレギュラー出演していた『めざましテレビ』、『VS嵐』を降板した。住吉は民放テレビで初のレギュラー番組担当となった。また、第1シリーズでは金曜日のみの出演だった田村を平日全曜日のメイン格のコメンテーターとして起用。
これに先立ち2011年には本編のほか、午後の『チャンネルα』枠を使って特別編を制作。午後への放送時間移動に備えていた。なお、本番組の枠移動・拡大によって、（第1部のみではあるものの）フジテレビ系列のネットワークセールス枠の午後枠情報番組が『2時のホント』（1999年4月 - 2000年3月）以来12年ぶりに再開。また、放送時間枠の移動に合わせて、リアルタイム字幕放送も実施する。
これに伴い、空いた平日昼前枠には設楽統（バナナマン）と山﨑夕貴（フジテレビアナウンサー）の司会による『ノンストップ!』が開始された。
本番組の枠移動並びに午後ワイドショー復活に関しては、読売テレビ制作・日本テレビ系列『情報ライブ ミヤネ屋』が当該時間帯で優勢であり、『ミヤネ屋』への対抗が1番の理由とされ、他に2011年の年間視聴率三冠王を日本テレビに奪われており、2012年の年間視聴率三冠王奪還を目指すためでもあるとした（ただし、年間視聴率三冠王奪還できず）。フジテレビ側は2011年3月11日に発生した東日本大震災（東北地方太平洋沖地震）を受けて視聴者から情報番組の需要が高まったためとしている。
第2シリーズでは午後に移動したことに伴い2時間枠に拡大したものの、第1シリーズを放送していた系列局のほとんどでは午前時代より放送時間が短くなった。
2012年10月1日より、スタジオセットとコーナーをリニューアルしたり、コーナーの時間を変更している。
しかし、第2シリーズの関東地区での視聴率は2%前後に留まり、2013年3月8日で第2部を先行して打ち切りの後、同月29日を以って終了。枠移動前からの通算で3年（枠移動後では1年）の放送に幕を下ろす。後番組として、『アゲるテレビ』を同年4月1日から開始。『アゲるテレビ』は本番組第2期から放送時間（平日の14・15時台）、第1部（ネットワークセールス枠）と第2部（ローカルセールス枠）による2部構成、14:58の飛び降りポイント、主なスタッフなどを引き継いだ上で放送を開始した。ただし、放送時間は本番組から2分繰り上げ・20分短縮。第2部も通常時にネットする局は本番組時代の6局から3局に減った。なお、『アゲるテレビ』も視聴率低迷により同年9月27日で終了し、以降はドラマ中心の再放送枠『ドラマチックα』が開始され、再放送枠に再転換された（1年半後に『直撃LIVE グッディ!』で午後ワイドショーが復活）。
なお、伊藤は2020年9月28日から平日昼の大型情報・ワイドショー番組『バイキングMORE』の司会に就任、淳も2021年10月1日から同番組の金曜MCに就任することで当該枠再登板を果たし、2022年4月1日の番組終了まで出演した。

## テーマソング
第1シリーズ（2010.3.29 - 2012.3.30）
- クレイジーケンバンド「あ、やるときゃやらなきゃダメなのよ」（オープニング・エンディング共通）

第2シリーズ（2012.4.2 - 2013.3.29）
- 森高千里「しりたがり」(オープニング・エンディング共通)

TVまぁさぐり→トコトンまぁさぐり
- 森高千里「ザ・ミーハー」（2012.4.2 - 9.28）、「やっちまいな」（2012.10.1 - 2013.3）

## 出演者

### 番組終了時点
総合司会
- 伊藤利尋（フジテレビアナウンサー）
  - 2012年3月30日まで『めざましテレビ』と兼務。
- 住吉美紀（元NHKアナウンサー、2012年4月2日 - 2013年3月29日）

レギュラーコメンテーター
- 田村淳（ロンドンブーツ1号2号）
  - 第1期までは金曜日のみ出演。第2期では月 - 金通しで「超しりたがりすと」として、レギュラー出演[10]。
  - 2012年10月31日 - 11月2日まで欠席[11]。

知恵袋
- 2012年7月2日放送から登場。主に「イチバン知りたがり!（第1シリーズ）」でコメンテーター（わかる人）を務めた人が担当している。出演者はほぼ日替わりでだったが、木曜は政治コラムニストの後藤謙次がほぼレギュラーのような形で出演していた。

コーナーキャスター
- 渡辺和洋（フジテレビアナウンサー）
- 黒田治（第1シリーズは『まとまりました!ヨコ並び研究コーナー』担当。第2シリーズはリポーター）
- 高橋真麻（同上、2012年4月からは「トコトンまぁさぐり」担当）
- 石本沙織（同上、2012年10月 - 2013年3月8日、報道センターからのニュースコーナー担当）
  - 石本は『FNNスーパーニュース』と兼務。
- ヤミー（金曜「淳とヤミーのアツアツキッチン」担当）

「トコトンまぁさぐり」のみ出演
- 博多華丸（火曜「キテルまぁさぐり」健康関連の話題でのみリポーター出演）
- 吉田潮（水曜「テレビまぁさぐり」）

ナレーター
いずれもフジテレビアナウンサー（出演当時含む）
- 牧原俊幸（月曜・木曜）
- 松尾翠（月曜）
- 松尾紀子（月曜）
- 向坂樹興（火曜・金曜）
- 武田祐子（火曜）
- 桜庭亮平（水曜・いいものプレミアム担当）
- 田代尚子（水曜）
- 田代優美（木曜）
- 野島卓（金曜）
- 川野良子（月曜・金曜）

ゲストコメンテーター（知りたがりすと）
- 下記の人数の芸能人・著名人等が不定期に出演。
  - 第1シリーズでは、第1週（2010年3月29日 - 4月2日）のみ2人で、第2週（2010年4月5日 - ）から3人（ただし、2011年3月までは金曜日のみ2人のままであった）。
  - 第2シリーズでは2人。

### 2012年9月までの出演者
コーナーキャスター
いずれも『FNNスーパーニュース』を兼務。
- 大島由香里（2012年4 - 9月 - 隔週で報道センターからのニュースコーナー担当）
- 椿原慶子（2012年4 - 9月 - 隔週で報道センターからのニュースコーナー担当）

### 2012年3月までの出演者
コーナーキャスター
- 佐々木恭子（月 - 木曜日、フジテレビアナウンサー、“主婦達”への道担当）
  - 2010年10月22日と2011年3月11日は金曜日ではあったが、「イチバン知りたがり!」のテーマが「「待機児童をゼロに!」"特命チーム"の切り札に迫る」（2010年8月23日）、「乳幼児6人死亡…広がる波紋 ワクチン接種なぜ必要?」（2011年3月11日）であったこともあり、1児の母という立場で「知りたがりすと」として当コーナーのみ出演した。
- 松本伊代（いいものプレミアム担当）
- 川端健嗣（当時フジテレビアナウンサー・いいものプレミアム担当）
- 島田彩夏（フジテレビアナウンサー・ニュースコーナー担当）
  - 『FNNスピーク』を兼務。

コーナーレギュラー
- 小俣雅子（『いいものプレミアム』プレゼンター）
- 城ヶ崎祐子（同上）
- 小島弘章（オーケイ・同上）
- 小椋ケンイチ（同上）
- 香坂知永子（同上）
- 中田エミリー（同上）

## 放送時間

### 第1シリーズ（番組開始から2012年3月まで）
- 月 - 金曜日 9:55 - 11:30 (JST)
  - フジテレビ以外は通常、各局のミニ番組（通販番組や番宣など）を放送のため、11:24終了となるが、エンドカードやクレジットはなく質問の回答の途中などに唐突に終了する。ただし年末の拡大スペシャル（2010年・2011年の12月29日が該当）は全局フルネットとなったほか、重大ニュースが入った場合は例外的に時間が拡大（実質フルネット）される場合があった。

### 第2シリーズ（2012年4月から番組終了まで）
- 第1部：月 - 金曜日 14:00 - 14:58(JST)、ネットワークセールス枠
- 第2部：月 - 金曜日 14:58 - 15:52[10](JST)、FNS6局ネット（ローカルセールス枠）、2013年3月8日をもって打ち切り。
  - 2012年3月まで、月 - 金曜日 14:00 - 14:05(JST)に放送のミニ番組『はじめて記念日』は本番組の枠移動に伴って終了とはならず、本番組第1部の内包番組として、14:54:15 - 14:56:55に放送されている[12]。

## ネット局

### 第1シリーズ
- 前番組『スパイスTV どーも☆キニナル!』と同様に、全編ローカルセールス枠のため、フジテレビ以外の通常時同時ネット局でも臨時非ネットとすることがあった。

| 放送対象地域  | 放送局                    | 放送日時                 | 備考       | 備考       |
| ------------- | ------------------------- | ------------------------ | ---------- | ---------- |
| 関東広域圏    | フジテレビ（CX）          | 月曜 - 金曜 9:55 - 11:30 | 【制作局】 | 【制作局】 |
| 岩手県        | 岩手めんこいテレビ（mit） | 月曜 - 金曜 9:55 - 11:25 | [ 注 4 ]   |            |
| 宮城県        | 仙台放送（OX）            | 月曜 - 金曜 9:55 - 11:25 | [ 注 4 ]   |            |
| 秋田県        | 秋田テレビ（AKT）         | 月曜 - 金曜 9:55 - 11:25 | [ 注 4 ]   |            |
| 山形県        | さくらんぼテレビ（SAY）   | 月曜 - 金曜 9:55 - 11:25 | [ 注 4 ]   |            |
| 福島県        | 福島テレビ（FTV）         | 月曜 - 金曜 9:55 - 11:25 | [ 注 4 ]   |            |
| 新潟県        | 新潟総合テレビ（NST）     | 月曜 - 金曜 9:55 - 11:25 | [ 注 4 ]   | [ 13 ]     |
| 長野県        | 長野放送（NBS）           | 月曜 - 金曜 9:55 - 11:25 | [ 注 4 ]   |            |
| 静岡県        | テレビ静岡（SUT）         | 月曜 - 金曜 9:55 - 11:25 | [ 注 4 ]   | [ 注 5 ]   |
| 富山県        | 富山テレビ（BBT）         | 月曜 - 金曜 9:55 - 11:25 | [ 注 4 ]   |            |
| 福井県        | 福井テレビ（FTB）         | 月曜 - 金曜 9:55 - 11:25 | [ 注 4 ]   | [ 注 6 ]   |
| 島根県･鳥取県 | 山陰中央テレビ（TSK）     | 月曜 - 金曜 9:55 - 11:25 | [ 注 4 ]   |            |
| 岡山県･香川県 | 岡山放送（OHK）           | 月曜 - 金曜 9:55 - 11:25 | [ 注 4 ]   | [ 注 7 ]   |
| 愛媛県        | テレビ愛媛（EBC）         | 月曜 - 金曜 9:55 - 11:25 | [ 注 4 ]   |            |
| 高知県        | 高知さんさんテレビ（KSS） | 月曜 - 金曜 9:55 - 11:25 | [ 注 4 ]   |            |
| 佐賀県        | サガテレビ（sts）         | 月曜 - 金曜 9:55 - 11:25 | [ 注 4 ]   |            |
| 熊本県        | テレビ熊本（TKU）         | 月曜 - 金曜 9:55 - 11:25 | [ 注 4 ]   | [ 注 8 ]   |
| 沖縄県        | 沖縄テレビ（OTV）         | 月曜 - 金曜 9:55 - 11:25 | [ 注 4 ]   |            |
| 鹿児島県      | 鹿児島テレビ（KTS）       | 月曜 - 木曜 9:55 - 11:25 | [ 注 4 ]   |            |

### 第2シリーズ
- 前番組『2時のホント』とは異なり、第2部はローカルセールス枠のため、第2部を通常時×としていた局でも、臨時に○に変更する場合があった一方で、第2部を通常時○としている局でも、臨時に×に変更する場合があった。先述の通り2013年3月8日をもって第2部の放送は打ち切りとなった。

| 対象地域      | 放送局                    | 系列                                         | 第1部 月曜 - 金曜 14:00 - 14:58 | 第2部 月曜 - 金曜 14:58 - 15:52 | 備考       |
| ------------- | ------------------------- | -------------------------------------------- | ------------------------------- | ------------------------------- | ---------- |
| 関東広域圏    | フジテレビ（CX）          | フジテレビ系列                               | ○                               | ○                               | 【制作局】 |
| 宮城県        | 仙台放送（OX）            | フジテレビ系列                               | ○                               | ○                               |            |
| 静岡県        | テレビ静岡（SUT）         | フジテレビ系列                               | ○                               | ○                               |            |
| 福井県        | 福井テレビ（FTB）         | フジテレビ系列                               | ○                               | ○                               |            |
| 長崎県        | テレビ長崎（KTN）         | フジテレビ系列                               | ○                               | ○                               |            |
| 熊本県        | テレビ熊本（TKU）         | フジテレビ系列                               | ○                               | ○                               |            |
| 北海道        | 北海道文化放送（UHB）     | フジテレビ系列                               | ○                               | ×                               |            |
| 岩手県        | 岩手めんこいテレビ（mit） | フジテレビ系列                               | ○                               | ×                               |            |
| 秋田県        | 秋田テレビ（AKT）         | フジテレビ系列                               | ○                               | ×                               |            |
| 山形県        | さくらんぼテレビ（SAY）   | フジテレビ系列                               | ○                               | ×                               |            |
| 福島県        | 福島テレビ（FTV）         | フジテレビ系列                               | ○                               | ×                               |            |
| 新潟県        | 新潟総合テレビ（NST）     | フジテレビ系列                               | ○                               | ×                               | [ 13 ]     |
| 長野県        | 長野放送（NBS）           | フジテレビ系列                               | ○                               | ×                               | [ 注 9 ]   |
| 富山県        | 富山テレビ（BBT）         | フジテレビ系列                               | ○                               | ×                               | [ 注 9 ]   |
| 石川県        | 石川テレビ（ITC）         | フジテレビ系列                               | ○                               | ×                               |            |
| 中京広域圏    | 東海テレビ（THK）         | フジテレビ系列                               | ○                               | ×                               |            |
| 近畿広域圏    | 関西テレビ（KTV）         | フジテレビ系列                               | ○                               | ×                               | [ 注 10 ]  |
| 島根県･鳥取県 | 山陰中央テレビ（TSK）     | フジテレビ系列                               | ○                               | ×                               |            |
| 岡山県･香川県 | 岡山放送（OHK）           | フジテレビ系列                               | ○                               | ×                               | [ 注 11 ]  |
| 広島県        | テレビ新広島（TSS）       | フジテレビ系列                               | ○                               | ×                               |            |
| 愛媛県        | テレビ愛媛（EBC）         | フジテレビ系列                               | ○                               | ×                               |            |
| 高知県        | 高知さんさんテレビ（KSS） | フジテレビ系列                               | ○                               | ×                               |            |
| 福岡県        | テレビ西日本（TNC）       | フジテレビ系列                               | ○                               | ×                               | [ 注 12 ]  |
| 佐賀県        | サガテレビ（sts）         | フジテレビ系列                               | ○                               | ×                               |            |
| 大分県        | テレビ大分（TOS）         | フジテレビ系列 日本テレビ系列                | ○                               | ×                               | [ 注 13 ]  |
| 宮崎県        | テレビ宮崎（UMK）         | フジテレビ系列 日本テレビ系列 テレビ朝日系列 | ○                               | ×                               |            |
| 鹿児島県      | 鹿児島テレビ（KTS）       | フジテレビ系列                               | ○                               | ×                               | [ 注 9 ]   |
| 沖縄県        | 沖縄テレビ（OTV）         | フジテレビ系列                               | ○                               | ×                               | [ 注 13 ]  |

## スタッフ
- TD/SW：先崎聡、米山和孝、藤谷治男、障子川雅則、田原健二
- カメラ：地下英之、前田正道、上田容一郎、馬場義土、福田伸一郎、柏村信輔、佐々木肇
- 音声：斉藤由佳、大島啓光、中村峰子、吉永哲也
- VE：小川栄治、田淵昌樹、久保島春樹、南雲幸平、末永丈士、小幡成樹
- 照明：FLT
- 音響効果：清水康義
- 編集：共同テレビ、テレモーションマックス
- 技術協力：八峯テレビ
- 美術制作：古江学
- 美術進行：林直樹、大村光之、西嶋友里、服部孝志
- デザイン：宮川卓也
- 大道具：石川智隆
- アクリル装飾：松浦由佳、大竹由里子
- 電飾：坂之下啓輔
- 電子タイトル：TELESIGHT
- CGタイトル：千代祥子
- イラストレーター：カネオヤ サチコ、今野さと子、小泉マリコ
- 校正：聚珍社
- CG：北岡誠、山口剛
- 編成：大辻健一郎、藤井修
- 広報：齋藤淳
- TK：高橋由佳、菊地瑞穂、田村結、上野和美
- 連絡デスク：大内志帆
- 制作協力：坂口和之進・高橋敦子、片岡智里（共同テレビ）、田本紀子・舟見泉（D:COMPLEX）
- 構成
  - （月）：清松勝彦、福岡ナヲト、大井洋一、服部真由子
  - （火）：中倉けんじ、大屋覚、古賀文恵
  - （水）：川島浩司（以前は、監修）、中倉けんじ、大井洋一
  - （木）：福岡ナヲト、大野剛
  - （金）：川島浩司、植竹英次、大井洋一、吉田尚子
- AD
  - （月）：浅倉浩太郎、長尾麻里菜、森下亮平、浅賀勇希、草ナギ伶央、齊藤崇晃、安藤貴彰
  - （火）：内井淳喜、蒲地希、村上義徳、中屋尚之、藤倉沙弥佳
  - （水）：牧田壮一郎、亀割皇、草ナギ伶央、戸高未央、大沼知央
  - （木）：大石明人、河野真希子、小杉華月、西村祥子、石橋翔太
  - （金）：青木俊司、藤澤洋一、小林美奈子、高森有希、藤倉沙弥佳、山本茉奈実
- AP：天田小百合、浅野真紀子、錦織まゆ
- ディレクター
  - （月）：木原剛志、川上竜生、馬目慎一、田中次郎、福岡尚志、金井洋人、小林春幸、山本雄大、小関真未
  - （火）：福山篤史、西修一、金子友広、勝本渉、坂田昌人、穂積繁、林千恵子、福井宗理
  - （水）：中澤望、清水英則、田中次郎、村上真貴子、田中宏樹、大山翔司、松本美帆、山本雄大
  - （木）：大橋孝明、宮本有、渡邊修一、福留愛、中嶋亮介、葉賀真嗣、鳥羽正人、山本慶太
  - （金）：石川裕子、菅原和香子、友清規介、川路大作、坂本耕司、町智雄、宮川直樹、西野毅、高橋真二、西村吉生、加藤恵子
- チーフディレクター：今井伸子、小林達也、日比野朗
  - （月）：一之瀬登、池田綾子、知久太一
  - （火）：古本世志人、加藤大典
  - （水）：山口英昭
  - （木）：古本世志人
  - （金）：加藤大典、山口英昭
- 担当プロデューサー：大林潤、後藤譲
- プロデューサー：安田美智代、山中弘明、山口誠一郎
- チーフプロデューサー：塩田千尋
- 製作著作：フジテレビ

### 過去のスタッフ
- 編成：高盛浩和、河端由梨子
- 広報：植村綾
- プロデューサー：中村百合子、磯部誠二
- プロデューサー・編集長：戸塚晶久

## 単行本
- 知りたがり!ニュース解説（扶桑社、2011年6月30日発売、ISBN 978-4594064426）

## 問題となった放送内容

### 従軍慰安婦問題の特集
- 2011年12月19日の放送で番組内で従軍慰安婦問題を扱う特集が放送された。この際、ゲストとして出演した一部芸能人やコメンテーターによる解説が中心となり、史実の検証や反対意見の紹介が不十分であったとする指摘が視聴者やインターネット上で相次いだ。これについては、番組構成の偏りやバランス感覚の欠如を批判する意見も見られた[14]。

### いじめ問題を巡る発言
- 2012年7月18日の放送において、出演者の田村淳が、当時社会問題化していたいじめ問題に関して「信頼関係があればいじめではない」「いたずらといじめは違う」などと発言した。この発言は、いじめの被害者や教育関係者から軽率で不適切であると受け止められ、インターネット上や一部報道機関で批判を受けた[15]。